# Zahirabad
Zahirabad è una suddivisione dell'India, classificata come municipality, di 44.607 abitanti, situata nel distretto di Medak, nello stato federato del Telangana. In base al numero di abitanti la città rientra nella classe III (da 20.000 a 49.999 persone).

## Geografia fisica
La città è situata a 17° 40' 60 N e 77° 37' 0 E e ha un'altitudine di 621 m s.l.m..

## Società

### Evoluzione demografica
Al censimento del 2001 la popolazione di Zahirabad assommava a 44.607 persone, delle quali 22.728 maschi e 21.879 femmine. I bambini di età inferiore o uguale ai sei anni assommavano a 6.965, dei quali 3.544 maschi e 3.421 femmine. Infine, coloro che erano in grado di saper almeno leggere e scrivere erano 27.782, dei quali 15.704 maschi e 12.078 femmine.